# サイド・ベラヒーノ
サイド・ベラヒーノ (Saido Berahino, 1993年8月4日 - ）は、ブルンジ出身のフツ人プロサッカー選手。ポジションはフォワード。
名前は「サイード」、苗字は「ベラヒノ」「ベラヒン」とも表記されることがある。

## 経歴
ブルンジで生まれ育ち、内戦から逃れるため10歳のときイングランドに移住した。2004年にウェスト・ブロムウィッチ・アルビオンFCのユースチームでキャリアをスタートさせ、2011年にトップチーム昇格した。
10月20日、フットボールリーグ2のノーサンプトン・タウンFCに1ヶ月のレンタル移籍した。ブラッドフォード・シティAFC戦でプロデビューを果たした。
2度のレンタル延長の末、2月までプレーし14試合で6得点を記録した。
2012年2月9日、フットボールリーグ1のブレントフォードFCにシーズン終了までレンタル移籍した。8月28日、ピーターバラ・ユナイテッドFCにレンタル移籍した。
2017年1月20日、ストーク・シティFCに移籍した。
2019年8月10日、SVズルテ・ワレヘムに移籍した。2020年10月5日、シャルルロワSCにレンタル移籍した。
2021年8月31日、シェフィールド・ウェンズデイFCに移籍した。

## 代表歴
イングランド代表として各年代でプレーした。
2018年8月、イングランド代表に3年間招集がかからないことをきっかけに国籍変更を主張。間も無くFIFAからブルンジ代表への変更を認められた。同年9月8日のガボン戦で初出場。ブルンジ代表のアフリカネイションズカップ初の予選突破、本大会出場に貢献した。

## 個人成績
2018年2月10日現在
| クラブ                               | シーズン | リーグ             | リーグ | リーグ | FAカップ | FAカップ | リーグカップ | リーグカップ | その他 | その他 | 合計 | 合計 |
| クラブ                               | シーズン | リーグ             | 出場   | 得点   | 出場     | 得点     | 出場         | 得点         | 出場   | 得点   | 出場 | 得点 |
| ------------------------------------ | -------- | ------------------ | ------ | ------ | -------- | -------- | ------------ | ------------ | ------ | ------ | ---- | ---- |
| ウェスト・ブロムウィッチ・アルビオン | 2010-11  | プレミアリーグ     | 0      | 0      | 0        | 0        | 0            | 0            | —      | —      | 0    | 0    |
| ウェスト・ブロムウィッチ・アルビオン | 2011-12  | プレミアリーグ     | 0      | 0      | —        | —        | 0            | 0            | —      | —      | 0    | 0    |
| ウェスト・ブロムウィッチ・アルビオン | 2012-13  | プレミアリーグ     | 0      | 0      | 0        | 0        | 1            | 0            | —      | —      | 1    | 0    |
| ウェスト・ブロムウィッチ・アルビオン | 2013-14  | プレミアリーグ     | 32     | 5      | 1        | 0        | 2            | 4            | —      | —      | 35   | 9    |
| ウェスト・ブロムウィッチ・アルビオン | 2014-15  | プレミアリーグ     | 38     | 14     | 4        | 5        | 3            | 1            | —      | —      | 45   | 20   |
| ウェスト・ブロムウィッチ・アルビオン | 2015-16  | プレミアリーグ     | 31     | 4      | 4        | 3        | 0            | 0            | -      | -      | 35   | 7    |
| ウェスト・ブロムウィッチ・アルビオン | 2016-17  | プレミアリーグ     | 4      | 0      | 0        | 0        | 1            | 0            | -      | -      | 5    | 0    |
| ウェスト・ブロムウィッチ・アルビオン | 通算     | 通算               | 105    | 23     | 9        | 8        | 7            | 5            | -      | -      | 121  | 36   |
| ノーサンプトン・タウン (loan)        | 2011-12  | リーグ2            | 14     | 6      | 1        | 0        | —            | —            | —      | —      | 15   | 6    |
| ブレントフォード (loan)              | 2011-12  | リーグ1            | 8      | 4      | —        | —        | —            | —            | —      | —      | 8    | 4    |
| ピーターバラ・ユナイテッド (loan)    | 2012-13  | チャンピオンシップ | 10     | 2      | —        | —        | —            | —            | —      | —      | 10   | 2    |
| ストーク・シティ                     | 2016-17  | プレミアリーグ     | 13     | 0      | 0        | 0        | 0            | 0            | -      | -      | 13   | 0    |
| ストーク・シティ                     | 2017-18  | プレミアリーグ     | 13     | 0      | 1        | 0        | 1            | 0            | -      | -      | 15   | 0    |
| ストーク・シティ                     | 通算     | 通算               | 26     | 0      | 1        | 0        | 1            | 0            | -      | -      | 28   | 0    |
| ストーク・シティ U-23                | 2017-18  | -                  | -      | -      | -        | -        | -            | -            | 1      | 0      | 1    | 0    |
| 総通算                               | 総通算   | 総通算             | 163    | 35     | 11       | 8        | 8            | 5            | 1      | 0      | 183  | 48   |